# Jugo-Wostocznaja
Jugo-Wostocznaja (ros. Юго-Восточная – Południowo-Wschodnia) – stacja linii Niekrasowskiej metra moskiewskiego, znajdująca się w południowo-wschodnim okręgu administracyjnym Moskwy w rejonie Wychino–Żulebino (ros. Выхино–Жулебино). Otwarcie miało miejsce 27 marca 2020 roku w ramach inauguracji odcinka między stacjami Lefortowo – Kosino.
Stacja dwunanowa typu płytkiego kolumnowego z dwoma peronami bocznymi położona jest na głębokości 20 metrów. Projekt architektoniczny opracowało biuro „Lenmietrogiprotrans” (ros. ОАО «Ленметрогипротранс») z Petersburga.
Główną inspiracją architektów stacji było tradycyjne budownictwo uzbeckie (z racji lokalizacji przystanku w rejonie ulic Fiergańskiej, Taszkienckiej i Bulwaru Samarkandzkiego). Wystrój w znacznie mierze oparto na kolorze piaskowym. Na posadzce ułożono płyty z ciemnobrązowego granitu. Ściany boczne peronów obłożono trawertynem. W międzytorzu znajduje się wykończona beżowym tynkiem ściana, w której wykuto ozdobne otwory w kształcie litery U ze zwężonym brzuszkiem. Charakterystycznym elementem dekoracyjnym są śnieżnobiałe plafony zawieszone na pomalowanym na czarno stropie. Kopuły te, nawiązujące do architektury wernakularnej Azji Środkowej, mają gładką matową fakturę przypominającą porcelanę.
Przystanek posiada cztery wejścia/wyjścia na każdym z narożników skrzyżowania ulic Fiergańskiej i Taszkienckiej.
Zakładany potok pasażerski to 9 tys. osób na godzinę.